# 3110 Wagman
3110 Wagman (1975 SC) là một tiểu hành tinh vành đai chính được phát hiện ngày 28 tháng 9 năm 1975 bởi H. L. Giclas ở trạm Anderson Mesa thuộc Đài thiên văn Lowell.